# Hillesheim (Mainz-Bingen)
Hillesheim é um município da Alemanha localizado no distrito de Mainz-Bingen, estado da Renânia-Palatinado.
Pertence ao Verbandsgemeinde de Guntersblum.